# Trasa Siekierkowska w Warszawie

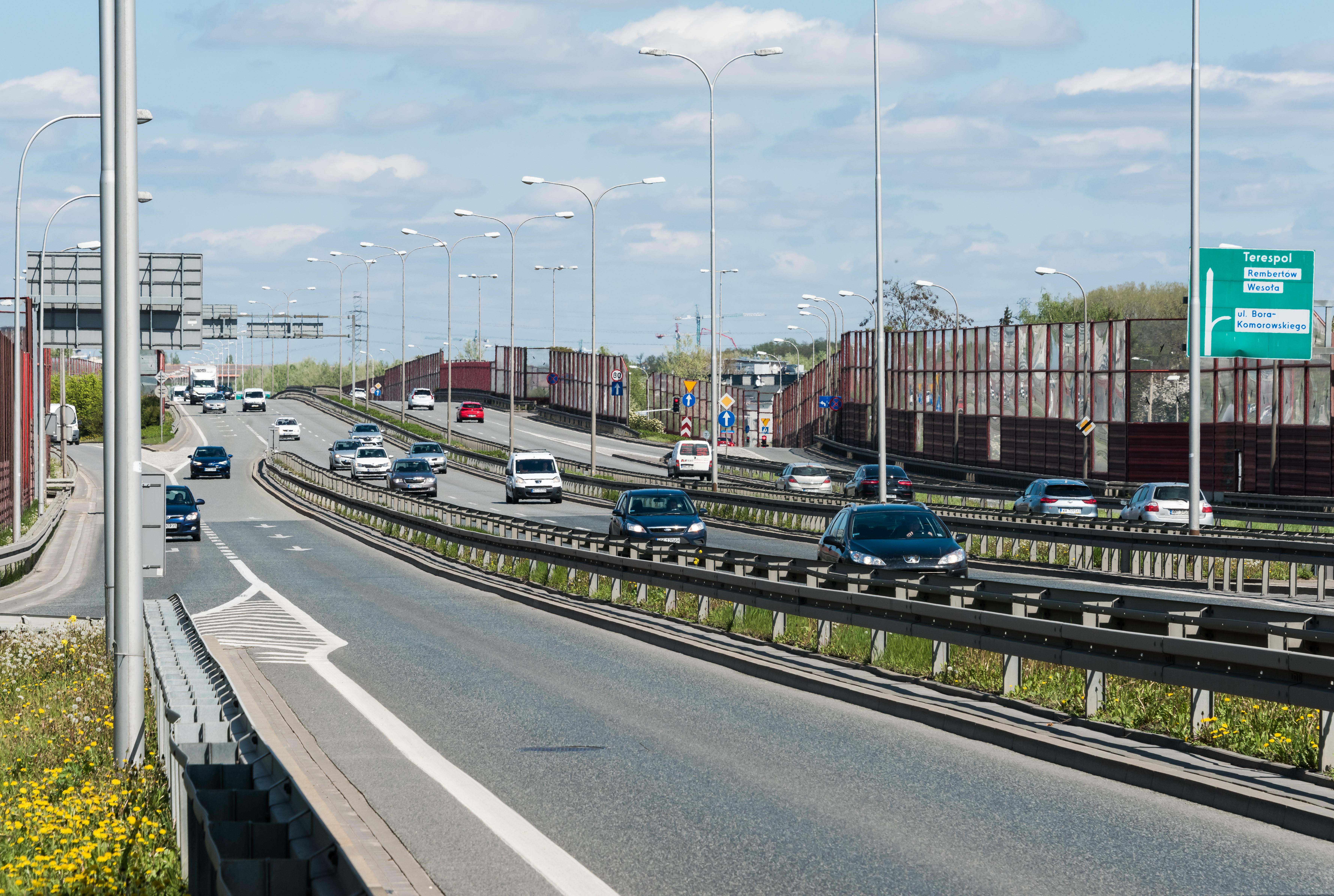
Trasa Siekierkowska na odcinku między ul. Wał Miedzeszyński a ul. gen. Tadeusza Bora-Komorowskiego

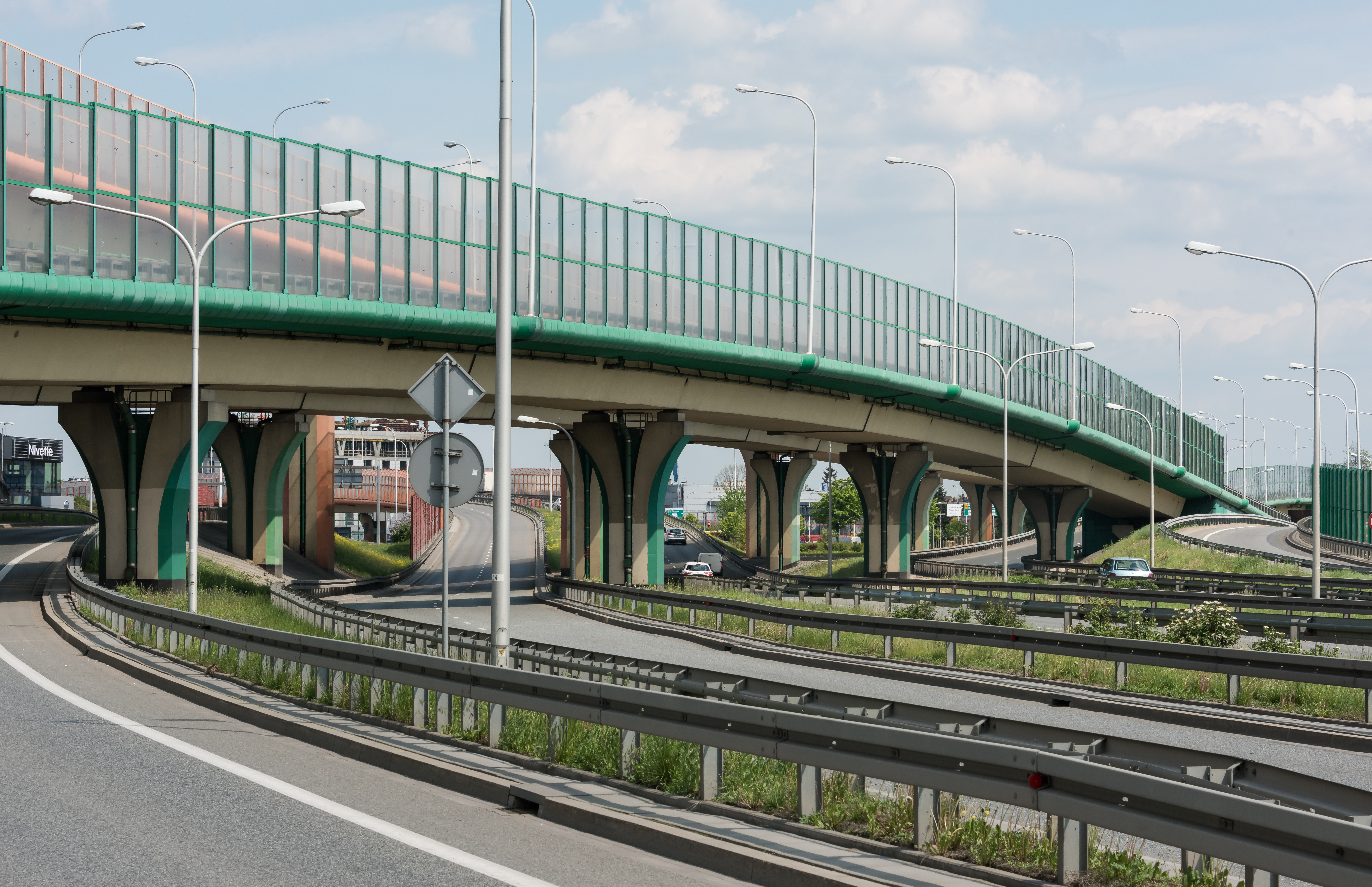
Węzeł Marsa

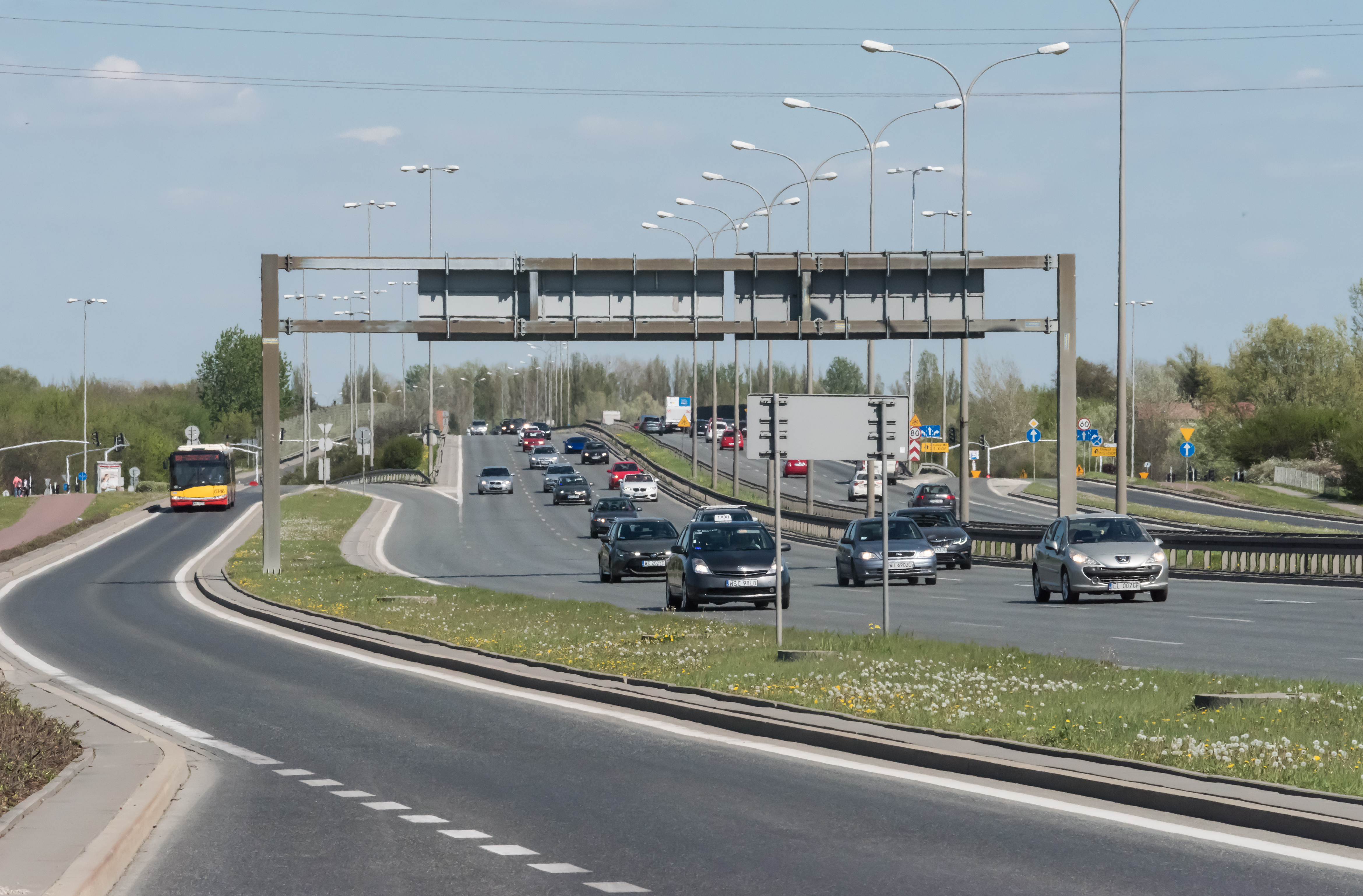
Aleja Józefa Becka

Trasa Siekierkowska – trasa szybkiego ruchu w Warszawie, łącząca nad Wisłą lewobrzeżną i prawobrzeżną część miasta. Jest częścią Obwodnicy Etapowej Warszawy.

## Historia
Pierwsze plany dotyczące budowy mostu Siekierkowskiego powstały przed II wojną światową.
Po rozpoczęciu w latach 70. budowy wielkiego zespołu osiedli mieszkaniowych na Ursynowie (po lewej stronie Wisły) konieczna stała się poprawa dostępności komunikacyjnej tej części miasta. W 1982 projekt nowej trasy przebiegającej przez środek Siekierek został wpisany do planu zagospodarowania przestrzennego tego obszaru. W kwietniu 1986 biuro projektowe „Stolica” rozpoczęło na zlecenie Wojewódzkiego Zarządu Dróg i Mostów opracowywanie założeń trasy. W latach 90. była planowana jako droga ekspresowa o numerze S631.
Celem budowy trasy było odciążenie centrum Warszawy od ruchu kołowego, zwłaszcza dla komunikacji między Pragą-Południe a Mokotowem i Ursynowem. 1 marca 2000 został wmurowany kamień węgielny i rozpoczęto budowę.
Budowę Trasy Siekierkowskiej podzielono na 6 etapów. Pierwszy fragment trasy (most Siekierkowski oraz połączenie mostu z ul. Czerniakowską) został oddany do użytku 21 września 2002 roku. Budowa wraz z drogami dojazdowymi trwała 2 lata. Trasę otwierali m.in.: Prezydent RP Aleksander Kwaśniewski, Premier Leszek Miller, Marszałek Sejmu Marek Borowski, Wicemarszałek Senatu Kazimierz Kutz. 
Zakończenie budowy pierwotnie planowane było na początek 2006. Budowa trasy została zakończona w czerwcu 2007, zaś ukończenie węzła „Marsa” nastąpiło w 2010 roku.
Na początku sierpnia 2006 oddano do użytku nitkę trasy prowadzącą od mostu w stronę ulicy Marsa, a w drugiej połowie października otwarto jezdnię w przeciwną stronę.
W czerwcu 2007 roku oddano do użytku bezkolizyjne skrzyżowanie Trasy Siekierkowskiej z ul. Ostrobramską i ul. Płowiecką. Do lutego 2009 trwały rozmowy z właścicielami spornego komisu, który blokował budowę ronda i estakad, aby bezkolizyjnym skrzyżowaniem połączyć TS z Marsa. Dzięki odpowiednim zmianom w ustawie o wywłaszczeniu, komis został zlikwidowany i w połowie lutego ponownie ruszyły prace budowlane. 
Trasa Siekierkowska łączy węzeł komunikacyjny u zbiegu ulic Czerniakowskiej i Witosa na Mokotowie, ze skrzyżowaniem ulic: Ostrobramskiej, Marsa i Płowieckiej w dzielnicy Wawer. W jej skład wchodzą:
- aleja Józefa Becka[4]
- most Siekierkowski
- al. gen. B. Wieniawy-Długoszowskiego[5]

Od 1 stycznia 2014 roku do 20 grudnia 2021 roku (otwarcie tunelu pod Ursynowem) stanowiła fragment drogi krajowej nr 2 i trasy europejskiej E30.
W lutym 2023 roku na mocy Zarządzenia nr 4 Generalnego Dyrektora Dróg Krajowych i Autostrad z dnia 31 stycznia 2023 r. trasa, mająca kategorię drogi wojewódzkiej, została włączona do nowego przebiegu drogi nr 628, łączącej węzeł Puławska w ciągu południowej obwodnicy Warszawy z drogą ekspresową S17 na pograniczu Warszawy i Zakrętu. Zaledwie kilka dni po wejściu w życie zarządzenia GDDKiA, na mocy Uchwały nr 9/23 Sejmiku Województwa Mazowieckiego z dnia 17 stycznia 2023 r. odcinek trasy na zachodnim brzegu Wisły razem z mostem Siekierkowskim został pozbawiony kategorii drogi wojewódzkiej i przemianowany na drogę powiatową.

## Konstrukcja
Po lewej stronie Wisły Trasa Siekierkowska przebiega na estakadach, miejscami tylko opiera się na ziemnych nasypach. Trasa ma po 3 pasy ruchu w każdym kierunku, oraz kilka zatoczek i bezkolizyjnych zjazdów. Dołem przebiegają chodniki dla pieszych oraz drogi rowerowe. Trasa na dużym dystansie zabezpieczona jest ekranami dźwiękochłonnymi. Dodatkowo w kilku miejscach przewidziano pod nią małe skrzyżowania dla ruchu lokalnego.
Po prawej stronie rzeki Trasa Siekierkowska jest zbudowana na ziemnym nasypie.